# Allen Trimble

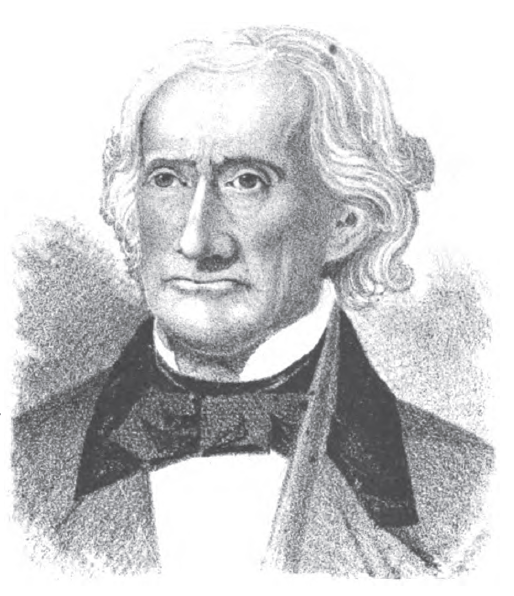
Allen Trimble

Allen Trimble (* 24. November 1783 im Augusta County, Virginia; † 3. Februar 1870 in Hillsboro, Ohio) war ein US-amerikanischer Politiker (Demokratisch-Republikanische Partei) und im Jahr 1822 der achte sowie von 1826 bis 1830 der zehnte Gouverneur des Bundesstaates Ohio.

## Frühe Jahre
Im Jahr 1784 zogen Trimbles Eltern mit ihm in die Gegend von Lexington in Kentucky. Dort hatte sein Vater als Belohnung für seine Teilnahme am Unabhängigkeitskrieg von der Regierung Land erhalten. Allen Trimble besuchte dort die öffentlichen Schulen. Im Jahr 1804 zog er nach Ohio, wo er als Farmer und Landvermesser arbeitete.

## Öffentliche Ämter
Im Jahr 1808 wurde er Protokollist an einem Berufungsgericht und Grundbuchbeamter (Recorder of Deeds). Zwischen 1816 und 1817 war Trimble Mitglied des Repräsentantenhauses von Ohio; von 1818 bis 1826 saß er im Staatssenat. Zeitweise war er auch Präsident dieser Kammer. Nach dem Rücktritt von Gouverneur Ethan Allen Brown im Januar 1822 musste Trimble als Senatspräsident dessen Nachfolge antreten und die bis zum 28. Dezember 1822 laufende Amtszeit beenden. Im Herbst dieses Jahres kandidierte er von sich aus für dieses Amt, unterlag aber in den Wahlen gegen Jeremiah Morrow. Daraufhin nahm Trimble wieder seinen Sitz im Senat ein. Im Jahr 1824 wurde er Mitglied einer Kommission zur Finanzierung des Kanalbaus in Ohio. Bei den Gouverneurswahlen des Jahres 1824 unterlag Trimble erneut gegen Morrow. Weitere zwei Jahre später, im Jahr 1826, kandidierte Morrow nicht mehr und Trimble wurde nun zum Gouverneur gewählt.

## Zweite Amtszeit als Gouverneur
Allen Trimble trat seine zweite Amtszeit am 19. Dezember 1826 an. Nach einer Wiederwahl im Jahr 1828 konnte er bis zum 18. Dezember 1830 im Amt verbleiben. Schwerpunkte seiner neuen wie auch seiner kurzen ersten Regierungszeit im Jahr 1822 waren die Verbesserung der Schulpolitik, eine Gefängnisreform und Verbesserungen in der Landwirtschaft. Auch der Ausbau der Wasserstraßen zu besseren Transportwegen wurde vorangetrieben. Heftig diskutiert wurde bereits damals die Frage, wie man mit den freien Afroamerikanern, die sich zunehmend in Ohio ansiedelten, umgehen sollte. Eine Lösung dieser Frage wurde aber nicht gefunden.

## Weiterer Lebenslauf
Nach dem Ende seiner Gouverneurszeit widmete sich Trimble weitgehend seinen privaten Angelegenheiten. In seinem Falle war das die Bewirtschaftung einer Farm. Er blieb aber weiterhin politisch interessiert. Im Jahr 1831 war er auf dem Bundesparteitag der National Republican Party, 1832 bewarb er sich erfolglos um ein Mandat in der Legislative des Landes. Im Jahr 1846 wurde er Vorsitzender des neugegründeten Landwirtschaftsausschusses (State Board of Agriculture). Seine letzte politische Bewerbung erfolgte im Jahr 1855, als er für die American Party noch einmal, allerdings erfolglos, das Amt des Gouverneurs anstrebte. Danach zog er sich ins Privatleben zurück. Er erlebte noch den amerikanischen Bürgerkrieg und starb im Jahr 1870. Allen Trimble war zweimal verheiratet und hatte insgesamt sieben Kinder.